# Kim Murphy
Pour les articles homonymes, voir Murphy.
Kim Murphy, née le 8 février 1974 à Olympia, Washington (États-Unis) et morte le 26 octobre 2018, est une actrice américaine.

## Filmographie
- 1995 : L'Invité (Houseguest) de Randall Miller : Brooke Young
- 1997 : Petits cauchemars entre amis (Campfire Tales) : Alex (segment "The Campfire")
- 1998 : La Cité des anges (City of Angels) : la fille de Balford
- 1998 : David et Lisa (David and Lisa) (TV) : Natalie
- 2000 : Cercle fermé (The In Crowd) : Joanne
- 2000 : Unité 9 (Level 9) (série TV) : Margaret 'Sosh' Perkins
- 2001 : Fault Lines
- 2003 : E.D.N.Y. (TV) : Mary Graffo
- 2004 : Burning Annie : Beth